# Wolverhampton South West
Wolverhampton South West war ein 1950 eingerichteter Wahlkreis in Wolverhampton in den West Midlands, der im britischen House of Commons, dem Unterhaus des Parlaments des Vereinigten Königreichs, vertreten war.
Bei der Neueinteilung der Wahlkreise 2023 wurde er zu Wolverhampton West modifiziert, was erstmals bei der Britischen Unterhauswahl 2024 zur Geltung kam.

## Historischer Überblick
Wolverhampton South West wurde nach seiner Gründung 47 Jahre lang von der Conservative Party vertreten, bis die Labour Party ihn bei ihrem Erdrutschsieg 1997 zum ersten Mal gewann. Die Konservativen gewannen den Sitz 2010 zurück, nur um ihn bei der nächsten Parlamentswahl 2015 wieder an die Labour Party zu verlieren, bevor diese ihn 2019 wieder an die Konservativen verlor.
Der Wahlkreis wurde von 1950 bis 1974 von Enoch Powell vertreten, der sich 1965 erfolglos um die Führung der Conservative Party bewarb und 1968 in seiner „Rivers of Blood“-Rede die Masseneinwanderung, insbesondere die Einwanderung aus dem Commonwealth, nach Großbritannien kritisierte. Er hatte die Rede bei einem leitenden Mitarbeiter der Zeitung Wolverhampton Express & Star, der zu seinem Bekanntenkreis gehörte, angekündigt. Eine von ihm negativ kommentierte Grundschule, die West Park Primary School, wurde am ersten Schultag von Schülern des benachbarten Gymnasiums rassistisch belästigt. Es handelte sich nicht um die an der bereits damals an der Devon Road befindliche Wolverhampton Grammar School, sondern die Municipal Grammar School. Sie fusionierte 1974 mit der Graiseley Modern Schools und der Penn Modern School zur Colton Hills Comprehensive Schools.
Der Vorgängerwahlkreis von Wolverhampton South West war Wolverhampton West, der bei der Allgemeinen Wahl 1945 durch Billy Hughes von Labour gewonnen wurde und zur folgenden Allgemeinen Wahl auslief. Zur Allgemeinen Wahl 2024 wurde der Wahlkreis durch Wolverhampton West ersetzt, der von Warinder Juss (Labour) gewonnen wurde.

## Profil
In diesem im 21. Jahrhundert wiederholt eher knapp gewonnenen Wahlkreis gibt es eine Mischung aus verschiedenen Gebieten: St Peter’s, Graiseley und Park sind relativ benachteiligte Innenstadtbezirke mit einem hohen Anteil ethnischer Minderheiten, hauptsächlich asiatischer Herkunft, und sind Wahlbezirke der Labour Party. Penn und Merry Hill sind gemischter und vorstädtischer und haben in Zeiten des wirtschaftlichen Wohlstands überwiegend konservative Wähler. Tettenhall Regis und Tettenhall Wightwick sind wohlhabende Vororte am westlichen Rand des Ballungsgebiets der West Midlands und die stärksten Tory-Wahlbezirke in diesem Wahlkreis.
Das Molineux Stadium ist das Stadion von Wolverhampton Wanderers F.C. Im Januar 2024 wurde das Black-Country-Derby im Stadion „The Hawthorns“ in West Bromwich, das schon vorab als Hochrisikospiel eingestuft worden war, weil die Fangruppen verfeindet sind, abgebrochen. Auch Polizeibeamte wurden verletzt. Ein Fan, der seit 2018 durch Verkauf von Samosas an Fans gemeinnützige Zwecke unterstützte, erhielt den Preis Points of Light für das Erwirtschaften von mehr als 250 000 Pfund bei den Verkäufen. Die Wolverhampton Wanderers ehrten dies 2024 vor einem Spiel. British Mensa Ltd. hat seine Zentrale im Wahlkreis. In der Innenstadt befindet sich das Afro-Caribbean Cultural Centre, dessen Leiter erfolglos für Labour bei der Wahl des Rats der Stadt Wolverhampton kandidierte. Wolverhampton hatte die erste von einem Schwarzen geleitete Kirchengemeinde in Großbritannien, die Mount Shiloh Church. Das erste Gebetstreffen fand bei einem YMCA außerhalb des Wahlkreises statt.
Wolverhampton hatte in 19 von 20 Wahlbezirken eine absolute Mehrheit für den Austritt des Vereinigten Königreichs aus der EU bei der Brexit-Abstimmung 2016.
Der Flughafen Wolverhampton befindet sich etwa 15 km südwestlich von Wolverhampton. 
Der erste offizielle Besuch von Rishi Sunak im Kommunalwahlkampf 2023 fand im Black Country Living Museum in Wolverhampton statt. 2022 war er, damals als Schatzkanzler, zu Beginn des Kommunalwahlkampfs in Wolverhampton.

### Grenzen
Wolverhampton South West ist einer von drei Wahlkreisen, die die Stadt Wolverhampton abdecken und das Stadtzentrum (einschließlich der Hochschule und des Civic Centre) sowie die westlichen und südwestlichen Teile der Stadt umfassen. Die Grenzen verlaufen südlich des Stadtzentrums in Richtung Penn und nordwestlich in Richtung Tettenhall.
- 1950–1955: Die Wahlbezirke der kreisfreien Stadt County Borough of Wolverhampton waren: Blakenhall and St John’s, Graiseley, Penn, St George’s, St Mark’s and Merridale, St Matthew’s und St Philip’s.
- 1955–1974: Wie oben plus Park.
- 1974–1983: Graiseley, Merry Hill, Park, Penn, St Peter’s, Tettenhall Regis und Tettenhall Wightwick.
- 1983–2010: Die Wahlbezirke der kreisfreien Stadt wie oben
- 2010–2024: Die Wahlbezirke der Stadt Wolverhampton wie oben

## Geschichte

### Prominente Abgeordnete
Der Wahlkreis wird stark mit dem umstrittenen konservativen Politiker Enoch Powell in Verbindung gebracht, der von 1950 bis 1974 Abgeordneter für diesen Sitz war, und dann zur Ulster Unionist Party wechselte. In dieser Zeit gehörte er dem Schattenkabinett von Edward Heath an, aus dem er 1968 nach seiner umstrittenen Rede „Rivers of Blood“ (Flüsse aus Blut) entlassen wurde, in der er schwere Unruhen vorhersagte, falls die Masseneinwanderung aus dem Commonwealth anhalten sollte. Diese Rede war Berichten zufolge das Ergebnis eines Treffens Powells mit einer Frau aus seinem Wahlkreis, die die letzte Weiße in ihrer Straße war.
Sein Nachfolger wurde sein konservativer Kollege Nicholas Budgen, der den Sitz bis 1997 innehatte. Budgen ist vor allem als einer der Maastricht-Rebellen von Mitte der 1990er Jahre bekannt.

### Zusammenfassung der Ergebnisse
Der Wahlkreis beruhte auf Wolverhampton West, das bei der Wahl 1945 von Billy Hughes (Labour) gewonnen wurde und zur folgenden Wahl auslief. Zur Allgemeinen Wahl 2024 wurde der Wahlkreis durch Wolverhampton West ersetzt, der von Warinder Juss (Labour) gewonnen wurde. 
Wolverhampton South West war bis zum Erdrutschsieg der Labour Party 1997 ein konservativer Sitz. Bei den Wahlen von 1997 unterlag Budgen der Labour-Kandidatin Jenny Jones, was einen Erdrutschsieg für die Partei bedeutete. Als sich die nächste Parlamentswahl abzeichnete, kündigte sie an, dass sie nicht zur Wiederwahl antreten werde. Ab den Parlamentswahlen 2001 wurde der Wahlkreis neun Jahre lang von Rob Marris von der Labour Party vertreten, bis er ihn bei der Parlamentswahl 2010 mit einem Vorsprung von 691 Stimmen an Paul Uppal von der Konservativen Partei verlor. Bei der Parlamentswahl 2015 konnte Marris den Sitz von Uppal zurückerobern.
Das Ergebnis von 2015 bescherte dem Sitz die vierzehntkleinste Mehrheit unter den 232 Sitzen der Labour-Partei, gemessen am Prozentsatz der Mehrheit. Obwohl Marris 2017 nach elf (nicht aufeinanderfolgenden) Jahren als Abgeordneter zurücktrat und Uppal zum dritten Mal kandidierte, konnte die neue Labour-Kandidatin Eleanor Smith die Labour-Mehrheit mehr als verdoppeln. Im Jahr 2019 wurde Stuart Anderson als neuer konservativer Abgeordneter für den Wahlkreis gewählt, nachdem die Conservative Party von Boris Johnson einen großen Zulauf erhalten hatte.

### Wahlbeteiligung
Die Wahlbeteiligung schwankte zwischen 87,2 % im Jahr 1950 und 62,1 % im Jahr 2001 und im Jahr 2005. Obwohl Marris 2017 nach elf (nicht aufeinanderfolgenden) Jahren als Abgeordneter zurücktrat und Uppal zum dritten Mal kandidierte, konnte die neue Labour-Kandidatin Eleanor Smith die Labour-Mehrheit mehr als verdoppeln. Im Jahr 2019 wurde Stuart Anderson als neuer konservativer Abgeordneter für den Wahlkreis gewählt, nachdem die Konservative Partei von Boris Johnson einen großen Zulauf erhalten hatte.

### Kandidaten der anderen Parteien
Von den vier anderen Kandidaten, die 2015 antraten, behielt der Kandidat der UKIP im Jahr vor dem EU-Referendum 2016 seine Kaution, indem er mehr als 5 % der Stimmen erhielt. Bei der Wahl 2017 gelang ihm dies nicht.
Die Wahlbeteiligung schwankte zwischen 87,2 % im Jahr 1950 und 62,1 % im Jahr 2001 und im Jahr 2005.

## Abgeordnete
| Wahl | Wahl         | Abgeordneter    | Partei       |
| ---- | ------------ | --------------- | ------------ |
|      | 1950         | Enoch Powell    | Conservative |
|      | Februar 1974 | Nicholas Budgen | Conservative |
|      | 1997         | Jenny Jones     | Labour       |
|      | 2001         | Rob Marris      | Labour       |
|      | 2010         | Paul Uppal      | Conservative |
|      | 2015         | Rob Marris      | Labour       |
|      | 2017         | Eleanor Smith   | Labour       |
|      | 2019         | Stuart Anderson | Conservative |

Eleanor Smith war die erste schwarze weibliche Abgeordnete für die West Midlands, Paul Uppal ist ein Sikh.

## Demographie
Folgende Angaben gab es zur Demographie gegen Ende des Bestehens des Wahlkreises:
84,9 % gaben mindestens eine nationale Identität innerhalb des Vereinigten Königreichs an. 4,2 % stuften ihre Gesundheit als schlecht ein und 1,2 % als sehr schlecht. 43,2 % bezeichneten sich als Christen, 24,5 % als religionslos, 11,7 % als Sikhs, 9,3 % als Muslime, 4,3 % als Hindus, 0,4 % als Buddhisten, 0,0 % als Juden, 1,2 % hatten eine andere Religion und 5,4 % waren ohne Angabe. 20,7 % hatten keine beruflichen Abschlüsse. Die beruflichen Gruppen über 10 % waren Lower managerial, administrative and professional occupations mit 19,1 %, Routine occupations mit 13,7 %, Never worked and long-term unemployed mit 11,6 %, semi-routine mit 11,3 % und Higher managerial, administrative and professional occupations mit 10,9 %.